# Herbert Klauser
Herbert Othmar Klauser (* 10. Februar 1916 in Hollabrunn, Niederösterreich; † 6. Mai 2009) war ein österreichischer Schriftsteller.

## Leben
Herbert Klauser besuchte das humanistische Gymnasium in Hollabrunn und maturierte 1934 und studierte an der Universität Wien Germanistik und Anglistik und promovierte 1939 zum Dr. phil. Ab 1939 leistete er Kriegsdienst in der deutschen Wehrmacht und studierte ab 1940 an der Hochschule für Welthandel in Wien und schloss als Diplomkaufmann ab. 1945 geriet er in sowjetische Gefangenschaft. Wieder in Wien unterrichtete er an einem Gymnasium und unterrichtete 1947/1948 als Deutschlehrer in Leicester in England. Danach folgten Lehrtätigkeiten an verschiedenen Universitäten in den USA und Gastvorlesungen an ungarischen, tschechischen, slowakischen, slowenischen, kroatischen und polnischen Universitäten. Klauser wurde am Ottakringer Friedhof in Wien bestattet.

## Schriften
- Hamann und die Kunst, Wien 1938, OCLC 18840122 (Dissertation Universität Wien 1938, 95 Seiten).
- mit Karl Wilhelm Macho: This is Britain. A description of the British way of life. Österreichischer Bundesverlag, Wien 1951, OCLC 720347454.
- mit Robert Polt: Vom Höhlenmenschen zum Weltraumforscher. Ein Buch von den Wundern des Alltags und den Abenteuern des menschlichen Fortschritts. Illustrationen von Karl Langer, Kremayr & Scheriau, Südwest Verlag, München 1959, OCLC 14688261; 2. verbesserte und erweiterte Auflage: Kremayr & Scheriau, Wien 1965, OCLC 73499250.
- Ein Poet aus Österreich. Ferdinand von Saar. Leben und Werk. Literas, Wien 1990, ISBN 3-85429-098-5.
- Thematik, Weltanschauung, Form und literarische Gestaltung in den Werken Ferdinand von Saars, in: Orbis Linguarum: legnickie rozprawy filologiczne. Band 16, Wrocław 2000, S. 19–34, ISSN 1426-7241, OCLC 922223233

| Personendaten    | Personendaten                                |
| ---------------- | -------------------------------------------- |
| NAME             | Klauser, Herbert                             |
| ALTERNATIVNAMEN  | Klauser, Herbert Othmar (vollständiger Name) |
| KURZBESCHREIBUNG | österreichischer Schriftsteller              |
| GEBURTSDATUM     | 10. Februar 1916                             |
| GEBURTSORT       | Hollabrunn, Niederösterreich                 |
| STERBEDATUM      | 6. Mai 2009                                  |